# Mathematik alpha
Mathematik alpha ist eine Software zur numerischen Lösung und grafischen Veranschaulichung von Problemen der Schulmathematik, aber auch eines mathematischen Grundstudiums. Sie zählt zu den erfolgreichsten Mathematikprogrammen deutscher Produktion. Die aktuelle Version wurde im Juni 2014 veröffentlicht und läuft unter den Windows-Betriebssystemen 2000, XP, Vista, 7, 8, 8.1 und 10. Bis Dezember 2015 war die Vorgängerversion unter dem Namen WinFunktion Mathematik verfügbar.

## Beschreibung
Das Programm ist kein Computeralgebrasystem und ermöglicht nur eine rein numerische Berechnung, erfordert dafür aber keine Programmierkenntnisse und ist einfach zu bedienen. Der besondere Schwerpunkt liegt auf der interaktiven, grafischen Veranschaulichung von mathematischen Zusammenhängen. Dabei kann der Einfluss von Parametern auf die mathematische Fragestellung in Echtzeit berechnet und dargestellt werden. Einige didaktisch aufbereitete Programmteile zum selbständigen Lernen sind verfügbar. Dennoch ist das Programm zum selbständigen Lernen für Schüler weniger geeignet. Stattdessen soll es die Möglichkeit geben, bekanntes Wissen zu vertiefen und zu erweitern. Es ist daher vor allem für Schüler höherer Klassenstufen und eine gymnasiale Ausbildung von Bedeutung. Es findet in Deutschland, Österreich und der Schweiz weite Verwendung im Mathematikunterricht, sowohl in Sekundarstufe 1 als auch 2. Auch in der universitären Ausbildung und wissenschaftlichen Bibliotheken ist es verbreitet. WinFunktion Mathematik steht auf der Empfehlungsliste der SODIS-Datenbank (SODIS Neue Medien im Unterricht).
Neben mathematischen Problemen werden zusätzlich fachübergreifend Fragestellungen der Informatik, Chaostheorie, Physik, Astronomie, Chemie und weiterer Naturwissenschaften behandelt. Dazu ist dem Programm ein umfangreiches Fachlexikon beigefügt und eine Vielzahl von einfachen mathematischen Logikspielen enthalten.

## Funktionen
Mathematik alpha setzt sich zusammen aus 820 Teilprogrammen zu etwa 3.900 naturwissenschaftlichen Themengebieten (Stand: WinFunktion Mathematik plus 22), darunter:
1. Berechnung und Darstellung von Funktionen und Kurven mit Behandlung von Problemen der Differenzialrechnung und Integralrechnung, Darstellung komplexwertiger Funktionen inkl. Phasenplot,
2. algebraische Berechnungen, u. a. Gleichungssysteme, Ungleichungen, Differenzialgleichungen, Lineare Optimierung und Vektorrechnung,
3. Behandlung verschiedener Zahltypen, u. a. Primzahlen, komplexe Zahlen, pythagoreische Tripel, Zahlenfolgen, Zahldarstellung in verschiedenen Sprachen und Faktorisierung großer Zahlen mittels verschiedener Verfahren,
4. historische Methoden der Mathematik, u. a. Abakus, Rechnen auf Linien, Schickards Rechenmaschine, Pascaline, Addiator, Napiersche Rechenstäbchen und Rechenstab,
5. geometrische Berechnungen und Simulationen zu Dreiecken, Vierecken, N-Ecken, Kreisen und Kegelschnitten,
6. Veranschaulichung der wichtigsten Einträge der „Encyclopedia of Triangle Centers“,
7. Darstellung und Berechnung von Polyedern, inkl. Netze und Projektionsarten, u. a. der platonischen, archimedischen, catalanschen und Johnson-Polyeder sowie von Sternpolyedern,
8. interaktives geometrisches Konstruktionsmodul,
9. Berechnung und Veranschaulichung der analytischen Geometrie im {\displaystyle \mathbb {R} ^{2}} und {\displaystyle \mathbb {R} ^{3}},
10. kryptografische Verfahren, u. a. Vigenère-Chiffre, RSA, Enigma, Playfair-Verschlüsselung und Steganografie,
11. chaostheoretische Simulationen, u. a. Mandelbrot-Menge, Julia-Menge, iterierte Funktionensysteme, Lindenmayer-System und fraktale Kurven,
12. Kalenderrechnung, u. a. islamischer, jüdischer, chinesischer Kalender, altägyptischer Kalender und römischer Kalender,
13. Simulation physikalischer Prozesse, u. a. Schwingungsprozesse, Interferenzbilder, Stromkreise,
14. astronomische Simulationen und Berechnungen, z. B. Darstellung des aktuellen Sternhimmels und einer Sternkarte, Ephemeriden und Finsternisberechnung, Keplersche Gesetze,
15. Mathematisches Lexikon und Fachwörterbuch mit 16.000 Schlagwörtern zu mathematischen Fachbegriffen in 26 Sprachen,
16. Schach, Dame (Spiel), Mühle (Spiel), Sudoku, Str8ts, Rubik-Würfel, Pentomino, Spiel 2048 und verschiedene Puzzle.

## Entwicklungsgeschichte
Das Programm wurde 1985 von dem Chemnitzer Lehrer Steffen Polster für den DDR-Kleincomputer KC 85/3 in Turbo Pascal entwickelt. Ziel war es, ein Computerprogramm zu schaffen, das Schülern und Lehrern die Möglichkeit gab, mathematische Sachverhalte grafisch zu veranschaulichen und Routineberechnungen zu vereinfachen.
Nach der Umstellung auf die Programmierumgebung Delphi für das Betriebssystem Windows wird das Programm seit 1995 von bhv Verlag vertrieben. Zwischenzeitlich wurden Ableger des Programms für die Themenbereiche Physik, Chemie, Biologie und Astronomie veröffentlicht. Ab der Version 16 wurden diese in das Mathematik-Programm integriert.

## Rezeption

### Rezensionen
Schon die ersten Versionen des Programms wurden rezensiert. Besonders der Funktionsumfang wurde in den Kritiken immer wieder positiv hervorgehoben:

„Es ist überraschend und erfreulich, ein solches Beispiel deutscher Gründlichkeit in einem gut geschnürten und dabei sehr preiswerten Paket zu finden. […] Damit nicht genug, findet sich auf der CD eine noch dickere annotierte und im Volltext indexierte Formelsammlung von über 700 Seiten, die auch Informationen enthält, die man sonst nicht einmal im »Wells« findet [David Wells: Lexikon der Zahlen], etwa zum Thema Heitere Zahlen. […] Schon dadurch ist dies eine Muß-Anschaffung, hinzu kommt aber eine Fülle von Hilfsmitteln, zum Beispiel zur Kalenderrechnung, zur Umrechnung auch alter und exotischer Maßeinheiten mit der sinnvollen Möglichkeit der Ergänzung durch den Benutzer.“

Im ZDF-Fernsehgarten „Computerecke“ vom 31. August 1997 wurde das Programm als „Umfangreiches Matheprogramm mit unterschiedlichsten Funktionen für alle Mathegelegenheiten […]“ erwähnt.
Im Heft 27/1998 der c’t heißt es: „WinFunktion […] ist ein ideales Werkzeug, um abstrakt verabreichten Mathestoff anschaulich aufzuarbeiten; sie eignet sich aber ebenso gut für Lehrer […].“
Durch das Pädagogische Institut der deutschen Sprachgruppe in Bozen/Italien wurde sie im Jahr 2000 als „Sammlung von nützlichen Mathematikroutinen unter einer Oberfläche“ eingeschätzt. Angesprochen wurde, dass sich „die Routinen […] sinnvoll in der Systematisierungs- und Übungsphase des Unterrichts nutzen“ ließen. Das Programm wurde zur Nutzung empfohlen. Die Schweizerische Radio- und Fernsehgesellschaft (DRS) meldete im Februar 2000: „Es handelt sich hier um beinharten Stoff, um so verdienstvoller, dass er durch viele Graphiken, Simulationen und Animationen verständlich und anschaulich gezeigt wird. Auf multimedialen Schnickschnack wird aber konsequent verzichtet. Ein – Lernwillen und Grundmotivation vorausgesetzt – hervorragendes Programm, das auch als Nachschlagewerk dienen kann.“
Im Forschungsprojekt des österreichischen Bundesministeriums für Unterricht und Kunst Elektronische Lernmedien im Mathematikunterricht wird WinFunktion Mathematik 2000 auf Seite 15 mit „Ein unbestreitbarer Reiz des Programms liegt in seinem sehr gut verwendbaren und mit vielen Möglichkeiten ausgestatteten Funktionsplotter.“ eingeschätzt.
Der ComputerTreff schätzte die Software im Mai 2001 folgendermaßen ein: „Mit WinFunktion macht Mathematik Spaß! Umfangreiche Erweiterungen zur Vorgängerversion machen WinFunktion Mathematik Me 2 zu einem unentbehrlichen Nachschlagewerk für Schüler, Studenten und alle Mathematik-Interessierten.“
In Computerlernspiele für Kinder – Pädagogisch wertvoll? von T. Feuerstacke, N. Pilz und D. Hoffmann wird von „empfehlenswerter Software“ gesprochen.
Die Zentrale für Unterrichtsmedien urteilte im Februar 2006: „Die ganze Welt der Zahlen, Gleichungen und Funktionen: ‚Mathematik plus 15‘ besteht aus der perfekten Organisation von über 650 Einzelprogrammen, mit denen das ausprobiert werden kann, was man sich in der Theorie erarbeitet. Optisch ist ‚Mathematik plus 15‘ geblieben, wie es immer war: sachlich, nüchtern, fast schon karg. Aber genau das ist richtig, denn der Lernspaß ergibt sich durch den enorm nützlichen Leistungsumfang mit den vielen Funktionen.“
Computer in der Praxis 5/2008, S. 49: „Note 1,0: sehr gut … Wenn Sie sich beruflich oder in Schule und Studium mit Mathematik befassen, kommen Sie um dieses Programm kaum herum.“
In PC News 3/2012 wurde WinFunktion Mathematik 20 als „inhaltlich sehr gutes, aber didaktisch wenig überzeugendes Lern- und Nachschlagewerk“ mit „gut“ bewertet und erreichte den 8. Platz von 9 Testteilnehmern. Im c’t-Magazin 10/2012 wurde im Test der Software die „Liebe zum Detail“ lobend erwähnt, aber die stellenweise Unübersichtlichkeit durch die „Fülle der Themen“ kritisiert. In Computer – Das Magazin für die Praxis 7/2012 wurde die Software für sehr gut befunden. Bei Digitale Generation wurde sie als hilfreich „in praktisch allen Themenbereichen der Mathematik, von Algebra bis Stochastik“ sowie auch in „verwandten Fächern wie Physik, Astronomie, Geografie, Informatik, Chemie, Biologie und Elektrotechnik“ eingestuft.

### Auszeichnungen und Absatz
- 2004: Clever der Woche der Zentrale für Unterrichtsmedien im Internet[11]

Nach eigenen Angaben wurde das Programm bisher über 1,7 Millionen Lizenzen verkauft. Damit gehört WinFunktion Mathematik zu den erfolgreichsten Mathematikprogrammen deutscher Produktion. Als Vollversion war WinFunktion Mathematik Plus 14 auf der Heft-CD der Computer Bild, Ausgabe 20 vom 18. September 2006, beigelegt. WinFunktion Mathematik Plus 19 ist ebenfalls als Vollversion auf der Heft-CD der Computer Bild, Ausgabe 2 vom 2. Januar 2014, zu finden.
Obwohl WinFunktion gegenwärtig in der Gesamtheit proprietär ist, sind im Delphiforum „Entwickler-Ecke“ wesentliche Teile des Programms als Einzelprogramme, mitunter auch als freie Software mit Quelltext, zum Download vorhanden.
Wenige, aber wichtige Beispiele sind:
- Funktionsplotter mit Diskussion der Funktionen[17]
- Darstellung des aktuellen Sternhimmels[18]
- Mathematisches Fachwörterbuch[19]
- Programm zur Berechnung und Darstellung am Dreieck[20]
- Polyederbibliothek[21]
- Zahlschreibweise in anderen Kulturen[22]
- Simulation eines Addiators[23]

## Versionen (Auswahl)
- WinFunktion Mathematik für Windows 10, bhv, Bad Münstereifel 2016, ISBN 978-3-8287-7532-9.
- WinFunktion Mathematik plus 22, bhv, Mönchengladbach 2014, ISBN 978-3-8287-7531-2.
- WinFunktion Mathematik plus 21, bhv, Mönchengladbach 2013, ISBN 978-3-8287-7530-5.
- WinFunktion Mathematik plus 20, bhv, Kaarst 2012, ISBN 978-3-8287-7528-2.
- WinFunktion Mathematik plus 19, bhv, Kaarst 2010, ISBN 978-3-8287-7527-5.
- WinFunktion Mathematik plus 18, bhv, Kaarst 2009, ISBN 978-3-8287-7526-8.
- WinFunktion Mathematik plus 17, bhv, Kaarst 2008, ISBN 978-3-8287-7525-1.
- WinFunktion Mathematik plus 16, bhv, Kaarst 2007, ISBN 3-8287-7523-3.
- WinFunktion Mathematik plus 15, bhv, Kaarst 2006, ISBN 3-8287-7522-5.
- WinFunktion Naturwissenschaften plus 14, bhv, Kaarst 2004, ISBN 3-8287-7521-7.
- WinFunktion Mathematik plus 14, bhv, Kaarst 2004, ISBN 3-8287-7520-9.
- WinFunktion Mathematik plus, bhv, Kaarst 2002, ISBN 3-8287-7519-5.
- WinFunktion Mathematik Me 2, bhv, Kaarst 2001, ISBN 3-8287-7515-2.
- WinFunktion Physik 2000, bhv, Kaarst 1999, ISBN 3-8287-7510-1.
- WinFunktion Chemie & Biologie 2000, bhv, Kaarst 1999, ISBN 3-8287-7509-8.
- WinFunktion Mathematik 2000, bhv, Kaarst 1999, ISBN 3-8287-7508-X.
- WinFunktion Mathematik 9.0, bhv, Kaarst 1998, ISBN 3-8287-7505-5.
- WinFunktion Mathematik 8.0, bhv, Kaarst 1997, ISBN 3-89360-548-7.
- WinFunktion Mathematik 5.0 für Schule und Studium, bhv, Kaarst 1996, ISBN 3-89360-544-4.
- WinFunktion Mathematik von A bis Z, bhv, Kaarst 1995, ISBN 978-3-89360-507-1.